# Panta
Haruo Nakamura (en japonès: 中村治雄), més conegut pel nom artístic de Panta (en japonès: パンタ), (Tokorozawa, prefectura de Saitama, Japó, 5 de febrer de 1950 - Kiyose, Tòquio, Japó, 7 de juliol de 2023) fou un actor, cantant i compositor de música rock japonès. Col·laborà amb d'altres artistes, com el productor Oginome Yoko, el comitè de promoció uniforme, les dames o Sawada Kenji.

## Biografia
A la dècada de 1960 participà breument en el grup de música Mojo. El 1972 debutà al grup musical 頭脳警察 ("Cervell de policia"). Es caracteritzà per la masturbació sobre l'escenari. El nom de la banda "Cervell de policia" fou pres de la pista «Who Are the Brain Police?» del primer àlbum de Frank Zappa (1966). A la jaqueta, també feu servir la fotografia modificada de sospitosos de 300 milions de casos de robatori. El 1977 formà Panta & HAL i publicà el seu propi treball. Després de la transformació en solitari, també oferí cançons a altres artistes i produí ídols més enllà dels gèneres com, per exemple, «Candle Sound», «Pearl Star», «Fairy Tales» o «Vacance», entre d'altres. L'any 1981 tornà a l'activitat de solista fins que l'any 1990 es retrobà de nou, durant un any, amb els antics component de Police Brain. Entre 1991 i 2001 actuà novament en solitari, fins que el reconstituí Police Brain amb el germans petits de la banda.
Fou director de música pacifista participant en la comissió uniforme de promoció del grup antiguerra i antinuclear "Don Giovanni". També tingué una etapa activa en la indústria del cinema com a actor. Debutà a la pel·lícula Inamura Jane, sota la direcció de Keisuke Kuwata. Seguidor de sèries d'anime com Neon Genesis Evangelion i Ghost in the Shell, així com de jocs de simulació de cites i de supervivència, és un gran coneixedor de la cultura otaku.
La dissolució de la direcció del grup armat comunista Exèrcit Roig Japonès i l'amistat que l'unia amb la seva membre Fusako Shigenobu l'empenyé a cooperar amb ella en la publicació de l'àlbum musical オリーブの樹の下で ("Sota l'olivera").

## Discografia
- レーザー・ショック ("Xoc làser")
- Pantax's World
- 走れ熱いなら ("Si estàs calent")
- マラッカ ("Melaka")
- 1980X
- TKO Night Light (Live)
- Kiss
- 唇にスパーク ("Espurna als llavis")
- 浚渫 (Salvage) ("Dragatge")
- 16人格 ("16 personalitats")
- Don't Forget Yesterday 反逆の軌跡 ("No oblideu la trajectòria de rebel·lió d'ahir")
- 闇からのプロパガンダ R*E*D ("Propaganda des de la foscor")
- クリスタルナハト ("Cristal Nacht")
- P.I.S.S.
- Naked (Live)
- プラハからの手紙 *Plus ("Cartes de Praga *Plus")
- Naked II (Live)
- 波紋の上の球体 ("Esfera sobre ondulació")
- 2002 Naked Tour (Live)
- Panta & HAL Live! 1980.11.2 (Live)
- Caca
- オリーブの樹の下で ("Sota l'olivera")
  - Anunciat com a unitat acústica "Hibiki" Totes les lletres excepte «Bouquet a la mare» i «Mustafa de juliol» estan escrites per Fusako Shigenobu, que fou la líder suprem de l'Exèrcit Roig Japonès fins a la seva dissolució. A més, Mei Shigenobu, filla de Fusako Shigenobu i totalment al marge de l'Exèrcit Roig, va escriure «Ram de flors a la mare» i va traduir a l'anglès «Leila's Ballade». A més, a part de «Leila's Ballade», Panta està copiant les lletres.

## Filmografia
- Inamura Jane (1990, Toho) - Capità del vaixell Kaname Taime
- Far East Babies (1993)
- Una nit abandonada per un àngel (1999, Nikkatsu) - Yohei Tominaga
- Shinjuku loft bootleg 1999 (1999)
- Moonriders the Movie [Passion Maniacs マニアの受難] (2006, Media Craft / White Noise Productions)
- Venereal (2007)
- Capità Tokio (2007, Progressive Pictures / Dee Lights)
- Anarquia (2008, publicat al Japó)
- Kamui Gaiden (2009, Shochiku) - un pintor
- El Cervell de la policia (2009, Transformers) - documental
- Somni dels ulls (2016, Dai Qin) - Yoshiharu Anthuka
- Silenci (2017, Kadokawa) - Jo hei
- Inu Hunsuki (2017, Dai Qin)
- Miracle of Namiya General Shop (2017, Shochiku, Kadokawa) - Yoshikazu Minamitsuki
- Un moment dels artistes gravats de Sukita (2018, Paradise-Cafe Films)
- Dona per menjar (2018, Toei) - Paper convidat
- Estel vermell brillant (2018)

## Bandes sonores
- Informe de crits i xiuxiueigs dels refugiats de Kambutia (1980) - Personal de música
- Una nit abandonada per un àngel (1999, Nikkatsu) - Cançó d'inserció "Fòssil de pluja"
- Capità Tokio (2007) - Oficial de música